# Takanawa
Takanawa (高輪?) è un'area residenziale di Tokyo, in Giappone, situata nella parte meridionale di Minato. La sua area comprende, oltre all'omonimo distretto, anche le zone di Shirokane, Shirokanedai e parte del distretto di Mita. Il distretto di Takanawa sorge su una collina di fronte alla stazione di Shinagawa ed è caratterizzato dalla massiccia presenza di alberghi e di strutture per il tempo libero.

## Storia
Con l'istituzione dello shogunato Tokugawa e lo spostamento della sede del potere in quel di Edo all'inizio del XVII secolo, l'area di Takanawa venne scelta come ingresso ufficiale alla città. Fu così costruito un enorme muro in pietra lungo la baia in corrispondenza della Tōkaidō (corrispondente in questa parte della città alla moderna strada nazionale 15) e un grande cancello in legno, che costituiva la prima linea delle difese militari volute dallo shōgun a protezione della propria capitale. Il distretto delimitava inoltre le aree Yamanote e Shitamachi della città.
La moderna area di Takanawa, situata a ovest della stazione di Shinagawa, è nota soprattutto per i suoi alberghi, i ristoranti e le numerose strutture per il divertimento o il tempo libero come sale da cocktail, cinema, acquari e impianti sportivi di vario genere.

## Monumenti e luoghi d'interesse
In una parte del distretto sono ancora visibili i resti del sito di Takanawa Ōkido, il cancello e il muro posto a protezione dell'antica città di Edo. A pochi minuti dalla trafficata strada nazionale 15 si trova il Tōzen-ji, tempio buddhista sede della legazione britannica in Giappone durante gli anni sessanta dell'Ottocento, e tristemente noto per il cosiddetto incidente del Tōzen-ji. Il più importante luogo di culto della zona rimane comunque il Sengaku-ji, originariamente costruito da Tokugawa Ieyasu e ricostruito con il sostegno di sei signori feudali (tra cui il clan Asano) dopo l'incendio del 1641.
Altre attrazioni di rilievo sono il parco di Takanawa Mori, l'Epson Shinagawa Aqua Stadium e un centro sportivo che comprende campi da tennis, golf, bowling e palestre. Tra i numerosi alberghi figurano lo Shinagawa Prince Hotel, il Grand Prince Hotel Takanawa e il Toyoko Inn Hotel.

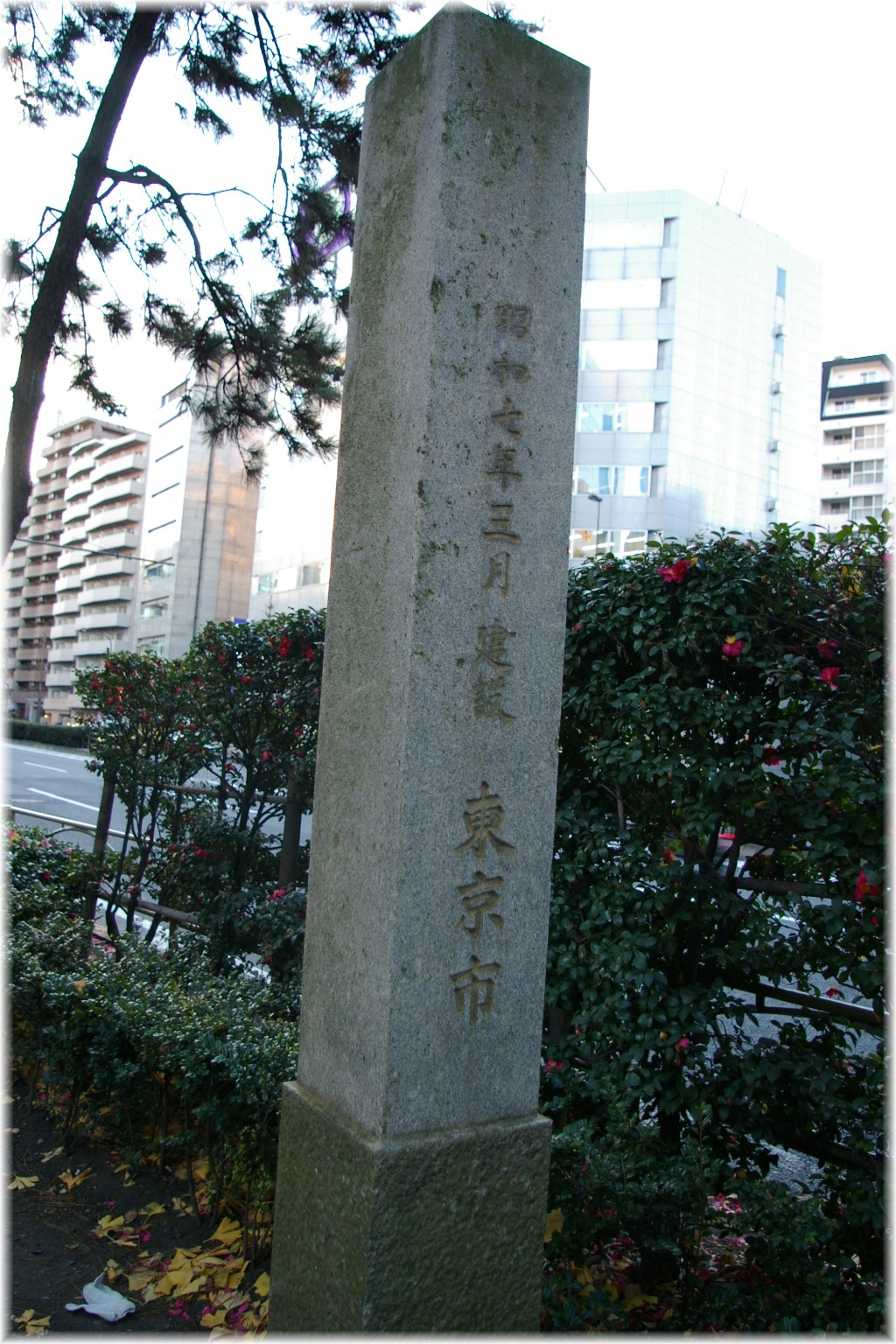
Resti del cancello di Takanawa Ōkido
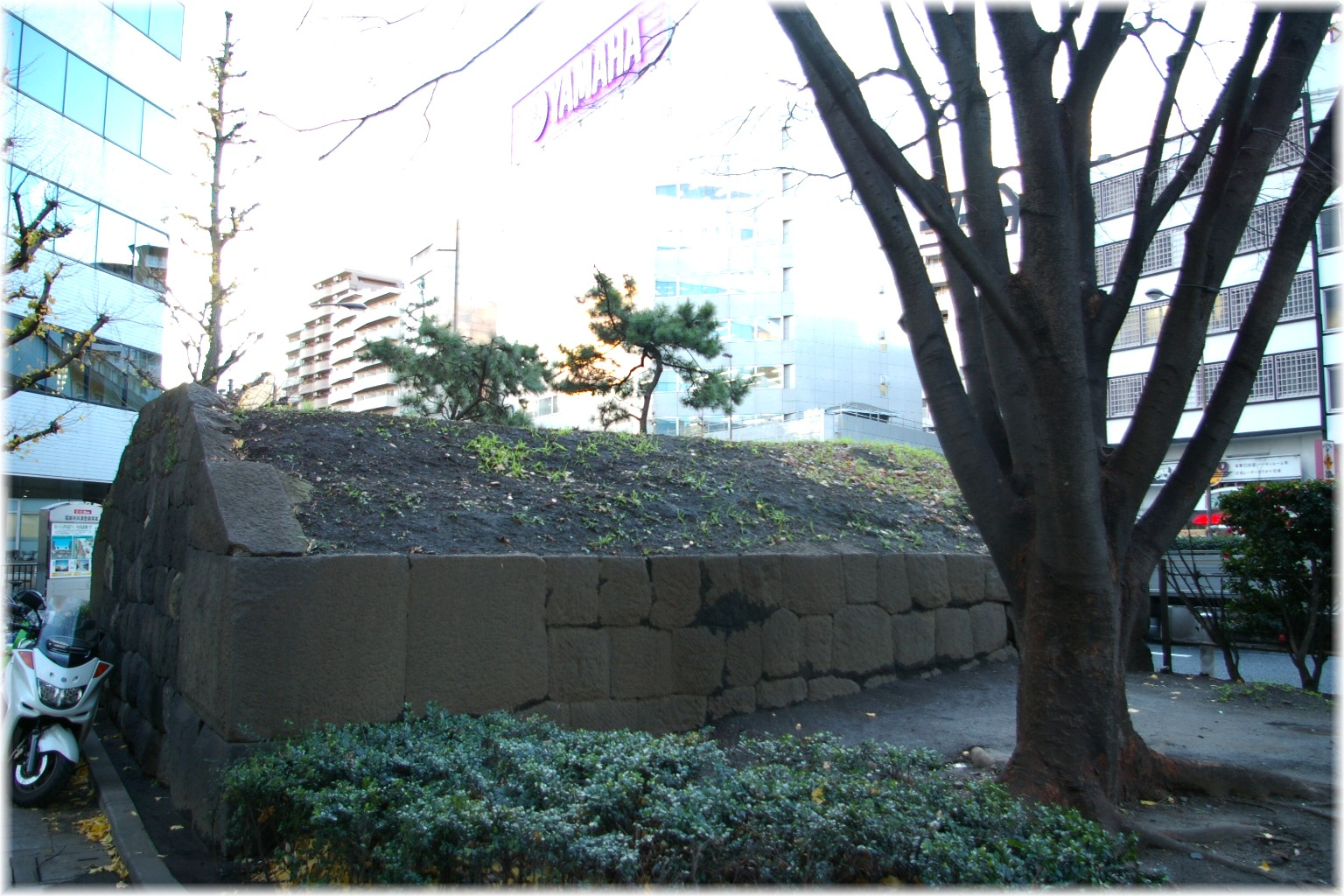
Resti del muro di Takanawa Ōkido
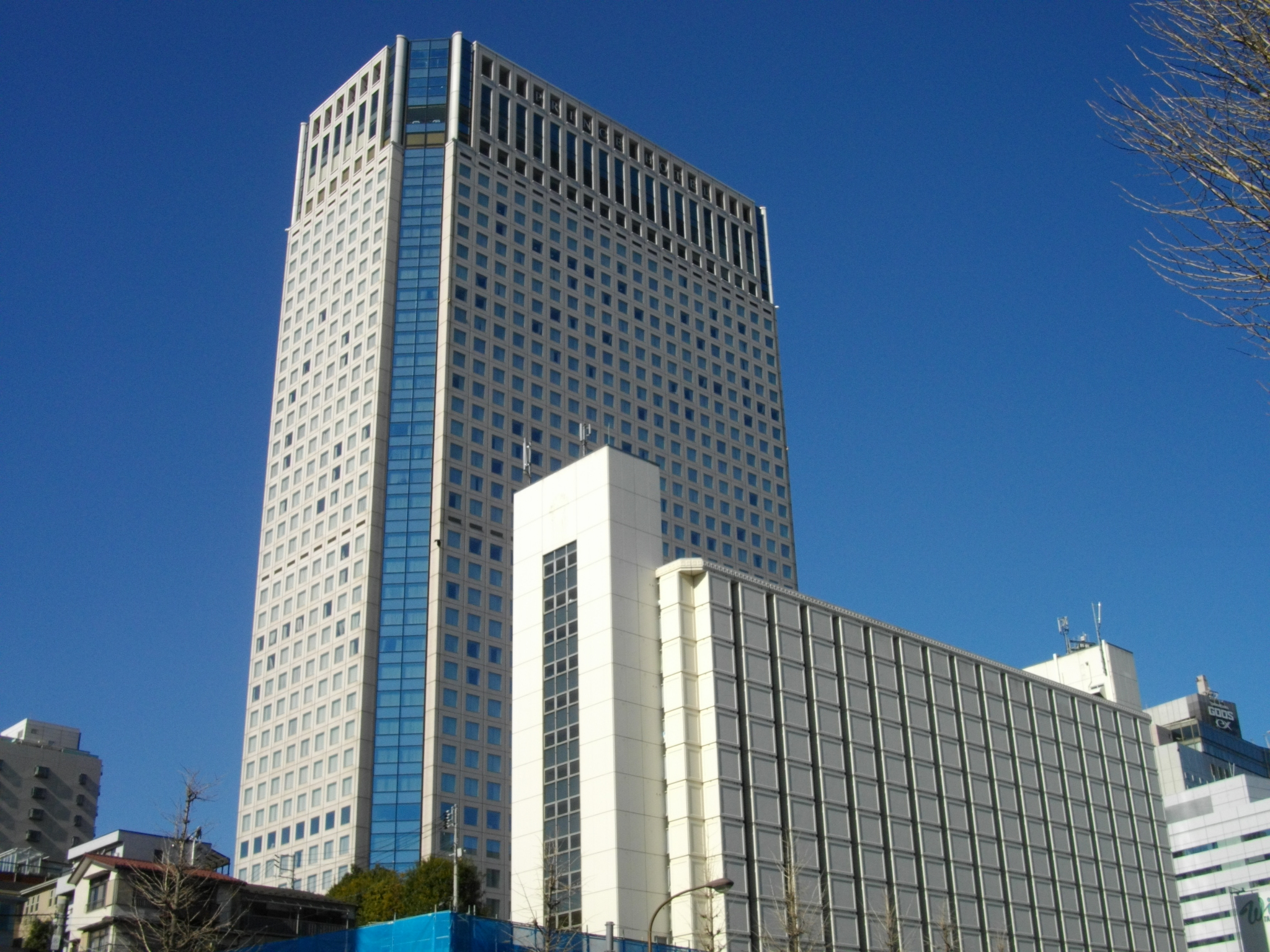
Shinagawa Prince Hotel
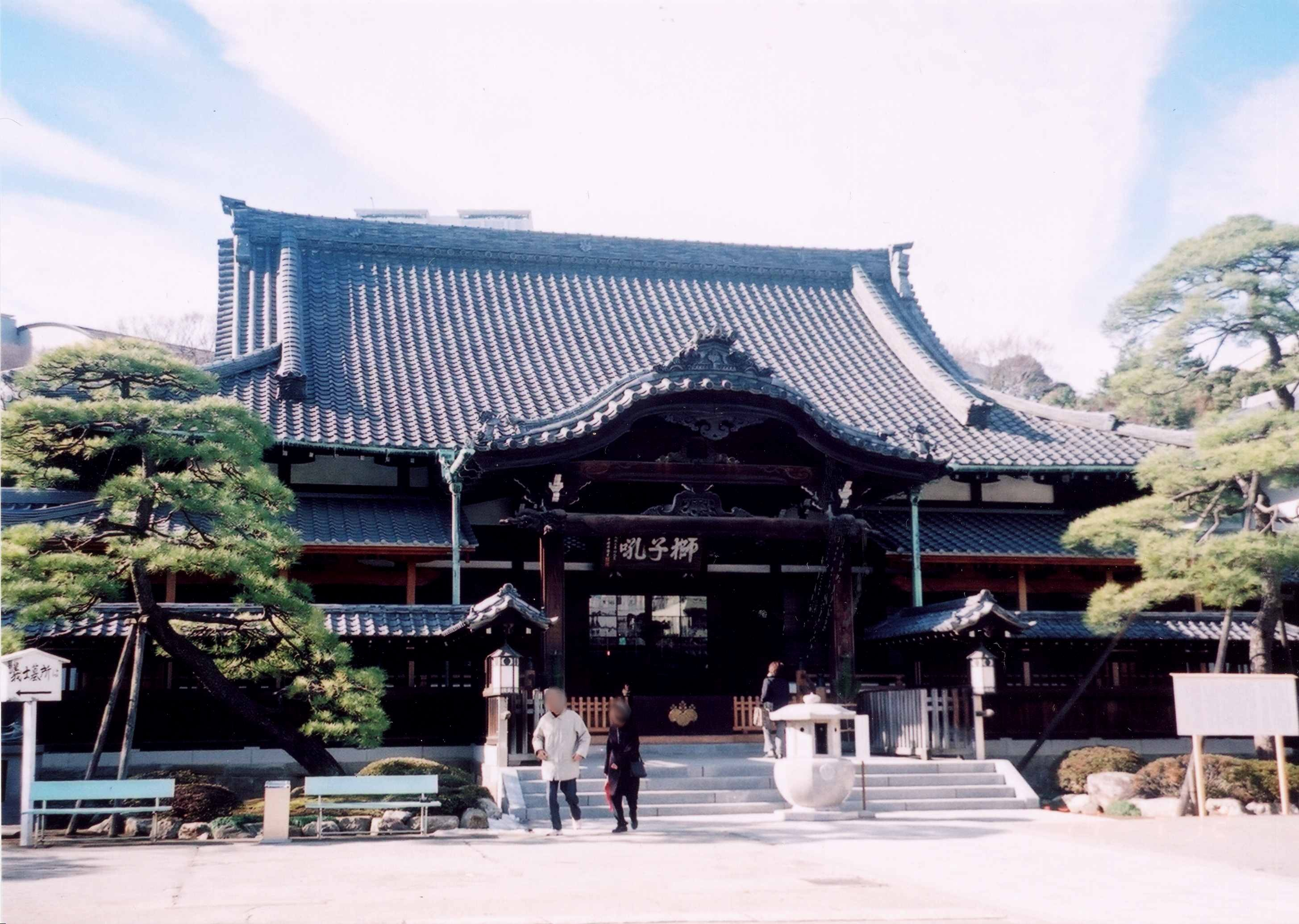
Sengaku-ji
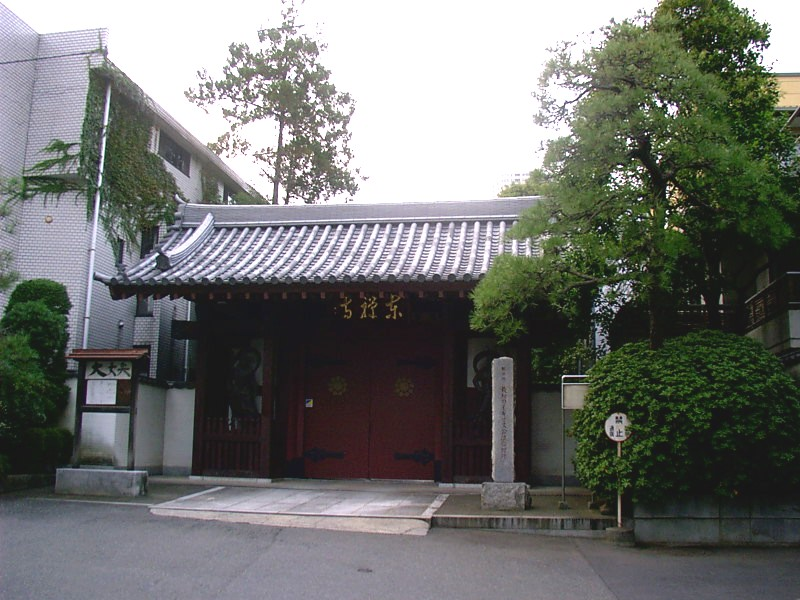
Tōzen-ji

## Istruzione
L'area è sede della scuola superiore Takamatsu e di una biblioteca. Vi sono inoltre due importanti musei: l'Hatakeyama Memorial Museum of Art, istituito dal fondatore della Ebara Industries Kazukiyo Hatakeyama nell'ambito delle celebrazioni del suo 80º compleanno nel 1964, e l'Hara Museum of Contemporary Art, museo di arte moderna.

## Servizi

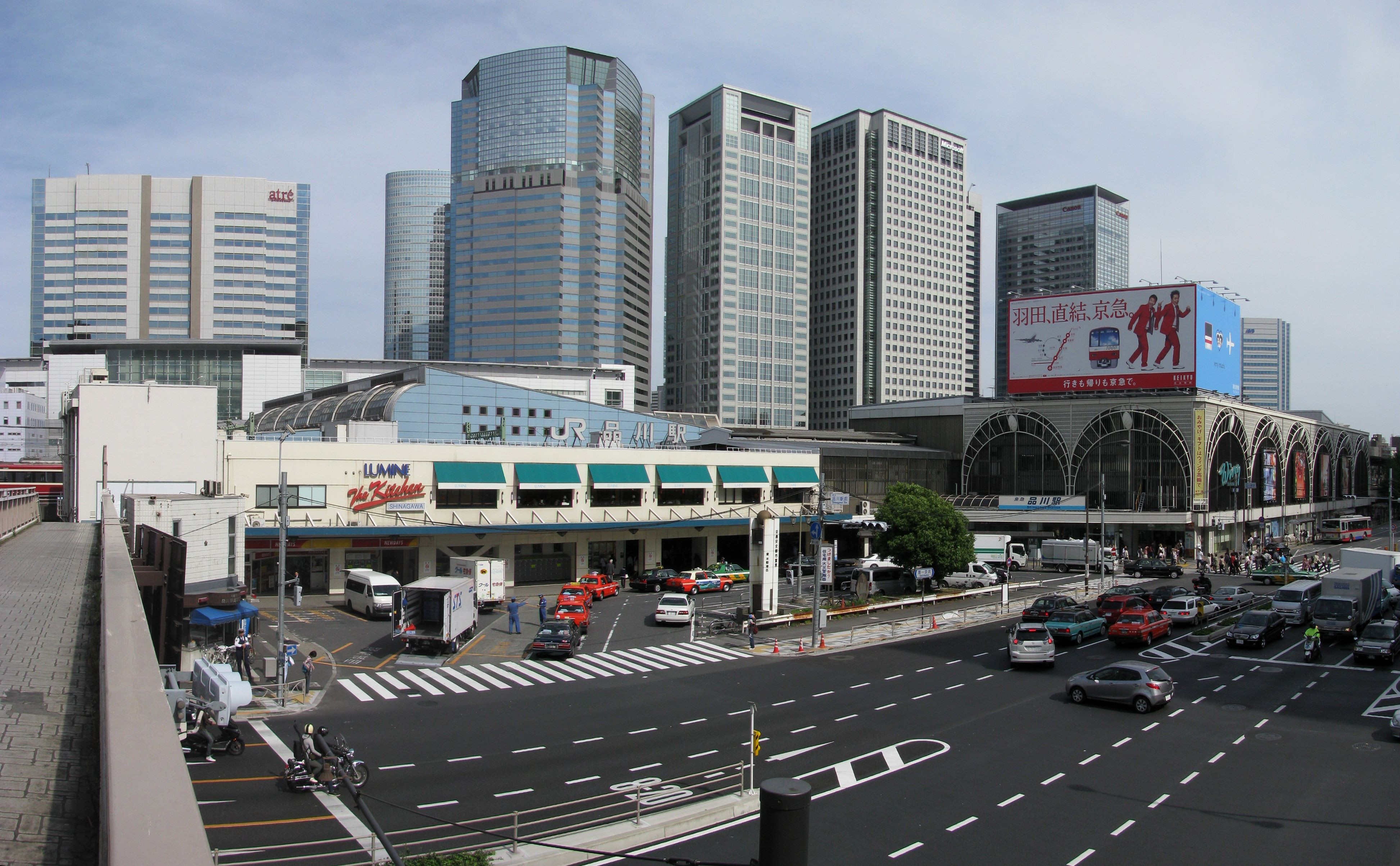
La stazione di Shinagawa

### Autostrade
- Strada nazionale 1
- Strada nazionale 15

### Stazioni
- Stazione di Shinagawa (Linea Yamanote, Tōkaidō Shinkansen, Linea Keikyū principale, Linea Keikyū Aeroporto, Linea Keihin-Tōhoku, Linea Yokosuka, Narita Express)
- Takanawadai (Toei Linea Asakusa)